# Германський флот
Германський флот (лат. Classis Germanica) — один з провінційних флотів у складі давньоримського флоту часів Римської імперії, що діяв у I до н. е. — IV ст. н. е. Був одним з потужніших флотів. Базувався в Кастра Ветері, охороняв долину річки Рейн та його притоки. Повна назва Classis Augusta Germanica Pia Fidelis (Domitiana) (Antoniniana). За часів пізньої Римської імперії називався Рейнським флотом.

## Історія
Створено у 13 році до н. е. за наказом імператора Октавіана Августа з допоміжною метою транспортування військ та спорядження щодо подальшого підкорення германських племен. У 12 році до н. е. Децим Клавдій Друз на чолі флоту пройшов проритим попередньо за його наказом каналом (лат. fossa Drusiana) до Північного моря, зупинившись у гирлі Вісургіс. На цьому шляху підкорив германські племена фризів й хавків. У 5 році н. е. Тиберій використовував цей флот разом з римською піхотою та кіннотою для комбінованого удару по германцям. Германський флот пройшов Рейном до початку Альби в району сучасного Лауенбурга, де зустрівся з сухопутною армією. Протягом того ж року флот просунулися ще далі на північ, пройшовши о. Гельголанд, досягнувши земель кімврів (північна Ютландія). Обігнувши мис Скав (у Плінія Старшого він відомий як Мис кімврів), вони знайшли велике морське узбережжя, яке римляни, за словами хроніста Гая Веллея Патеркула, «частково бачили, а частково знали з чуток».
У 15 році під час вторгнення римлян на чолі із Германіком за Рейн флот перевіз 4 легіони на річку Емс. Після завершення військової кампанії флот повернув легіони на римське узбережжя Рейну. 16 року під командуванням легата Гая Сілія Цецини і Авла Цецини Севера тисяча кораблів була відправлена на причал до річки Килль. Флот включав спеціальні нововведення, такі як десантні кораблі з плоским днищем і кермами на кормі та носі (актуарія), транспортери-балісти, широкі ковчеги для кавалерійських коней, матеріал для мостів, продовольство та спорядження. Цей транспортний флот завдав удару навесні 16 року спільно з Германіком, що очолював римську армію. Від Батавського острова (сучасні Бевеланд і Валхерен в Нідерландах) флот просунувся до гирла Емса, де армія прямувала до сучасного Ємгума. Флот активно сприяв перемогам римлянам у битвах при Ідіставізо і Ангріваріанського валу, де германські племена ангріваріїв, бруктерів і херусків зазнали поразки.
Призначення флоту змінилося в 17 році, коли імператор Тиберій відмовився від планів підкорення зарейнських германців. Він забезпечував захист кордонів та підтримував війська в провінція Верхня та Нижня Германія. У 28 році під час повстання фризів допровляв римські легіони зметою придушення повсталих, зокрема в обложений римський порт Флевум. Втім римляни втратили контроль над узбережжям Північного моря до гирла Рейну.
У 46—47 роками цей флот використовувався у війні з фризами, метою якої було повернення раніше втрачених імперією земель. Легат Гней Доміцій Корбулон побудував 27-кілометровий канал (лат. Fossa Corbulonis) у 48 році нашої ери між гирлами Ауде-Маас і Ауде-Рейн. Флот в під час кампанії останнього використовувався для перевезення військ і постачання.
Важлива роль Германського флоту виявилася у 69 році, коли під час громадянської війни в Римі почалося повстання батавів під керівництвом Юлія Цивіліса. Усі форти на північ від Могонціака були обложені або зруйновані. Германський флот був сильно обмежений низьким рівнем води в Рейні. Багато батавських і римських допоміжних військ виявилися ненадійними і почали у великій кількості дезертирувати, щоб приєднатися до повстанців. Ціла ескадра флоту була захоплена в 70 році через зраду і згодом була використана проти римлян. Тоді разом з Британським флотом прибув Квінт Петіллій Церіал. До нього доєдналася частина Германського флоту, але її було знищено батавським флотом. Проте втрачені кораблі були швидко замінені. Батави використовували свій новий флот (створений на базі частини Германського), намагалися зупинити постачання римлян з Галлії в гирлі Рейну. У гирлі Маасу менший за чисельністю, але краще навчений Германський флот завдав поразки батавському, але повністю знищити ворожій флот римлян не вдалося.
У 89 році під час повстання Луція Антонія Сатурніна проти імператора Доміціана, Германський флот залишився вірним останньому, а потім сприяв придушенню заколоту. Можливо саме в цей час був об'єднаний під командуванням Манлія Фелікса (praefectus classium Pannonicae et Germanicae) з Паннонійським флотом. За вірність флоту було присвоєно почесне звання classis pia fidelis Domitiana («вірні моряки, що люблять Доміціана»).
Після знищення Галльської імперії і після численних вторгнень франків, флот занепав в останній третині III ст. У 270 році Германський флот практично припинив своє існування в Нижній Германії (після відступу римля з Декуматських полів). У цей час при Рейнських легіонах використовувалися власні морські загони (лат. milites liburnarii). Їх нараховувалося до 100. Римські річкові військові кораблі вперше згадуються на Рейні в 280 році, коли германцям вдалося підпалити кілька нових суден-лузоріїв.
У 259 році разом з іншими галльськими і германськими провінцією опинився під орудою Галльської імперії (до 284 року). Про цей період обмаль відомостей. Втім вважається, що флот продовжував виконувати свою колишню функцію. У 287—296 роках був задіяний проти флота узурпатора Каравзія.
У 296—298 року імператор Констанцій I Хлор посилив флот для війни проти алеманів. Його син і наступник Костянтин I модернізував флот і повністю замінив лібурнарії на лузорії. З цього часу він став зватися Рейнським флотом. У 306 році імператор за підтримки флотилії перевіз війська через Рейн і спустошив володіння племенф бруктерів. До 313 року флот активно діяв проти інших германських племен.
У 355 році цезар Флавій Клавдій Юліан використовував флот для кількох кампаній, насамперед через переправи чеза за Рейн: 356—357/358 рах проти франків і в 359 році — проти алеманів. Імператор Валентиніан I докладено зусиль задля подальшого посилення флоту. Приблизно в той час виникла нова концепція прикордонної оборони, яка базувалася на Рейнському флоті та низці лівобережних баз і великій кількості сильно укріплених прикордонних фортів. З цього часу майже постійно Рейном патрулювали військові кораблі. Були побудовані порти та форти в Новіамазі, Вормсі та Альтріпі.
Припинив існування у 407 році після потужного вторгнення вандалів, свевів і аланів.

## Характеристика
Базою слугувала Кастра Ветера. З 351 року нею став Могонціак. Стоянками (лат. stationes) були: Могонціак (до 351 року), Новіамаг, Августа Вангіон, Бінгій, Лугдун Батаворум, Форум Адріана, Каструм Конфлентес, Аргенторат, Нігрум Пуллум, Новіамаг Батаворум, Альбіобола, Алізон, Антуннак, Новезій, Альбаніана.
Відповідав за охорону узбережжя всього Рейну від потоку Вінкстбаха та його судноплавних приток, а також узбережжя Флевонського озера та Північного моря в дельті Рейн-Маас-Шельда, пізніше — охорона залог і торговельних суден гирла правого берега Рейну також були включені до його повноважень.
Розмір платні рядових змінювався від 75 денаріїв на рік (за Августа) до 225 (за Каракалли). Префект флоту отримував 100 тис. сестерціїв на рік.

### Кораблі
У I—II ст. складався з бірем та лібурн, частково трирем та з вантажних кораблів (актуарія), плотів, барж (проце свідчать археологічні знахідки). Починаючи з III ст. переважно тип судна лізорія склав основу цього флоту.

### Склад
Аналіз написів на надгробках свідчить, що в ньому в I ст. н. е. переважали уродженці Галлії, Іспанії та Балканського півострова, у II ст. основу становили галли й германці. У II—III ст. до складу екіпажів входила велика кількість вільновідпущеників, переважно зі сходних провінцій імперії.

## Управління
Октавіан призначив на чолі флоту префекта (лат. praefectus classis Germanicae) з числе вершників в статусі procuratores centenarii, що мав статки 100 тис. сестерціїв на рік. Підпорядковувався легату-пропретору провінції Верхня Германія. Інколи ці посади поєднувалися. Напочатку 70-х років імператор Веспасіан підвищив префекта флоту зі статусу sexagenarius до ducenarius.
Заступником і першим помічником префекта флоту був субпрефект. Далі йшли 2 препозити флоту, які під час великих компаній могли очолювати окреми з'єднання кораблів. Капітани кораблів називалися трієрархами (лат. trierarchus), командувачі «ескадрами» — навархами (лат. nauarchus), старший з яких називався першим навархом (лат. nauarchus princeps) навархом-архікерманичем (лат. nauarchus archigybernes). У III ст. було впроваджено посаду морського трибуна (лат. tribunus classis), який перебрав обов'язки першого наварха. Пізніше його назвали також трибун лібурн (лат. tribunus liburnarum).
Екіпаж складався з трієрарха, 44 веслярів (лат. remiges), 16 маніпуларіїв, 4 осіб морського персоналу, відповідального за командування кораблем (лат. classiari). Термін служби зазвичай становив 26 років, з III ст. — 28 років, іноді відомі й більш тривалі терміни служби. Після почесного звільнення (лат. honesta missio) вони отримували компенсацію грошима або шматком орної землі, здобуття римського громадянства і права одружуватися.

### Відомі очільники
- Юлій Бурдон (69 рік)
- Гай Манлій Фелікс (поч. II ст.)
- Публій Гельвій Пертінакс (2-а пол. II ст.)
- Марк Емілій Кресцент